# Margarethenhöhe

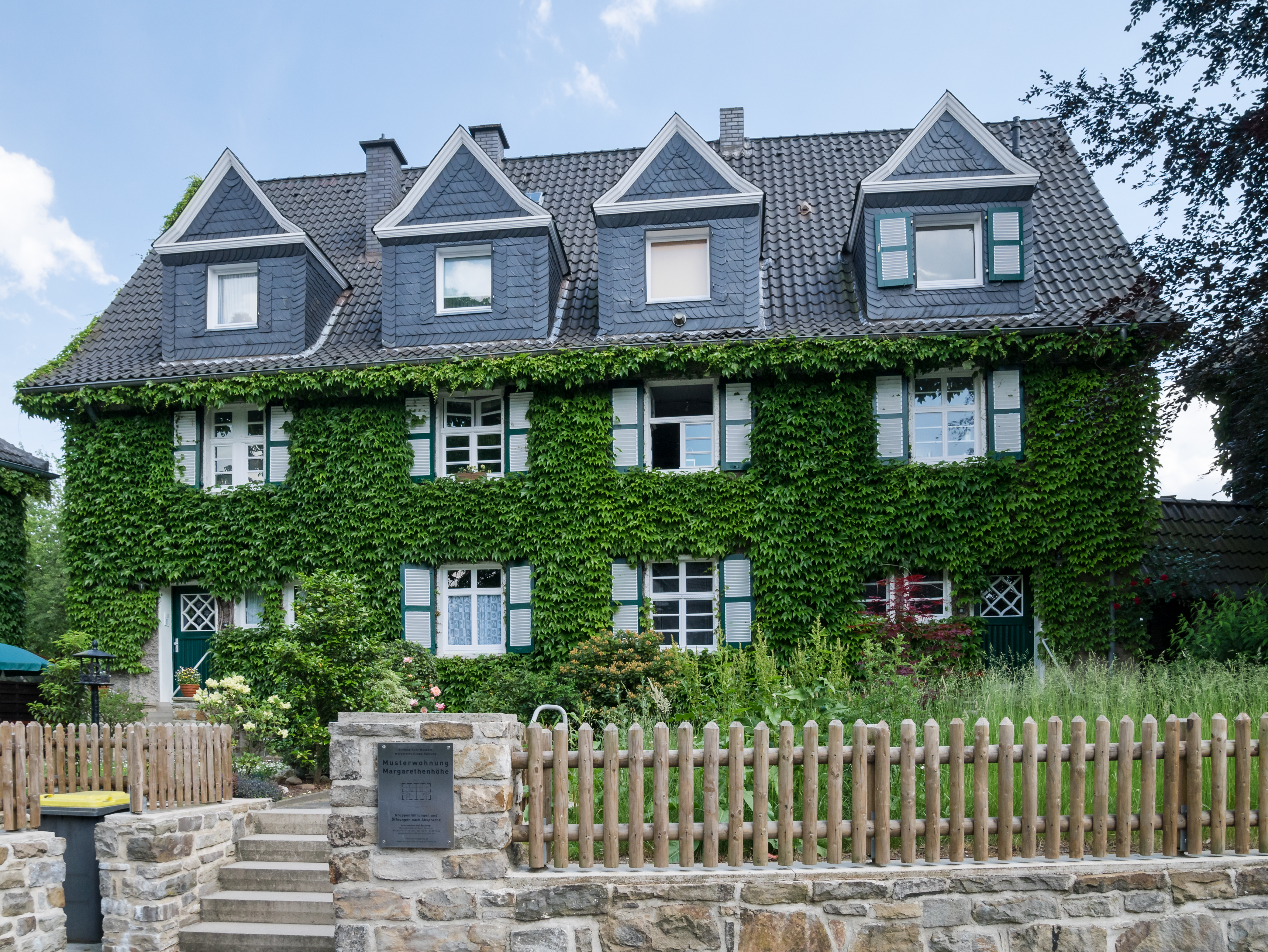
Margarethenhöhe

Margarethenhöhe är en stadsdel i den tyska staden Essen. Det är en så kallad trädgårdsstad som uppkallats efter sin stiftare Margarethe Krupp. Redan när den byggdes åren 1909 till 1920 gällde den som ett bra exempel för en ändamålsenlig och mänsklig byggnadsstil. Ingen fasad liknar en annan och stadsdelen har mycket grönområden.